# Dacrycarpus vieillardii
Espèce
Synonymes
- Dacrydium elatum var. compactum Carrière[1]
- Laubenfelsia vieillardii (Parl.) A.V.Bobrov & Melikyan[1]
- Nageia tenuifolia (Carrière) Kuntze[1]
- Nageia vieillardii (Parl.) Kuntze[1]
- Podocarpus taxodioides var. tenuifolius Carrière[1]
- Podocarpus vieillardii Parl.[1]

Statut de conservation UICN

 LC  : Préoccupation mineure
Dacrycarpus vieillardii est une espèce de plantes de la famille des Podocarpaceae.

## Publication originale
- Journal of the Arnold Arboretum 50(3): 326. 1969.